# Acrolophus vauriei
Acrolophus vauriei är en fjärilsart som beskrevs av Hasbrouck 1964. Acrolophus vauriei ingår i släktet Acrolophus och familjen Acrolophidae. Inga underarter finns listade i Catalogue of Life.